# Eumelea multiplagiata
Eumelea multiplagiata là một loài bướm đêm trong họ Geometridae.